# Say Yeah
"Say Yeah" je prvi singl repera Wiz Khalife kojeg je objavio preko diskografske kuće Warner Bros. Records. Singl je objavljen 22. siječnja 2008. godine. Tekst je napisao Wiz Khalifa, a producent je Johnny Juliano. Singl sadrži uzorke pjesme Alice DeeJay "Better Off Alone" iz 1999. godine.

## Popis pjesama
CD singl
1. "Say Yeah" - 4:06

Digitalni download
1. "Say Yeah" - 4:06
2. "Say Yeah" (Radijski miks) - 4:01
3. "Say Yeah" (Instrumental) - 4:06
4. "Say Yeah" (A cappella) - 4:00

## Top ljestvice
| Top ljestvica (2008.)                            | Završna pozicija |
| ------------------------------------------------ | ---------------- |
| SAD Billboard Bubbling Under Hot 100 Singles     | 19               |
| SAD Billboard Bubbling Under R&B/Hip-Hop Singles | 12               |
| SAD Billboard Rap Songs                          | 20               |
| SAD (Billboard Pop 100                           | 96               |

## Vanjske poveznice
- Say Yeah na YouTubeu